# Estación de Teotihuacán
Teotihuacán fue una estación de trenes que se encuentra en San Sebastián Xolalpa, municipio de Teotihuacán, Estado de México. La estación contaba con bodegas, casas de sección y una caseta aislada. Actualmente opera un tren exclusivo de Kansas City Southern de México llamado el El Mexica, este tren inició operaciones en el 2018, cuenta con 15 vagones y tiene capacidad para 890 personas.

## Historia
La línea Terminal del Valle-Veracruz del Ferrocarril Mexicano fue inaugurada en enero de 1883. A fines de 1863, estaban terminadas las secciones: de Veracruz a la Soledad y de México a la Villa, y se hallaban en construcción pequeñas secciones de La Villa a Teotihuacán. El 1 de agosto de 1866 fue abierta al servicio público, la línea entre México y Apan, pasando por la estación de San Juan (actualmente llamada Teotihuacán).
La estación fue edificada en terrenos que fueron del Rancho San Sebastián, adquiridos por el Ferrocarril Mexicano mediante escritura el 9 de marzo de 1871.